# NGC 2185
NGC 2185 je odrazna maglica  u zviježđu Jednorogu. 

## Vanjske poveznice
- SEDS: NGC 2185